# Hovorea chica
Hovorea chica là một loài bọ cánh cứng trong họ Cerambycidae.